# Ralph Schumacher
Ralph Schumacher (* 11. Juni 1964 in Eutin, Ostholstein) ist ein deutscher Philosoph und Verhaltenswissenschaftler.

## Leben
Schumacher studierte Philosophie in Hamburg (1985–1987) und München (1987–1990). An der Ludwig-Maximilian-Universität in München machte er den Magister und promovierte dort 1994 zum Dr. phil.
Im Jahr 2001 habilitierte er sich an der Humboldt-Universität in Berlin. Von 2002 bis 2003 lehrte er Philosophie an der Universität Essen. Zusammen mit Elsbeth Stern an der FH Neubrandenburg entwickelte er 2004 ein Curriculum zur Früherziehung.
Visiting Associate Professor war er 2005 an der Temple University in Philadelphia. Im gleichen Jahr leitete er ein Projekt zum Einfluss der Musik auf die kognitive Entwicklung. Seit 2006 koordinierte er ein Projekt zum Einfluss der Musik auf Lernmotivation, Lernstrategien und soziale Kompetenz. Seit 2007 ist er am Institut für Verhaltenswissenschaften der ETH Zürich. Seine Hauptforschungsgebiete sind kognitive Entwicklung und Lernen, Gehirn und Lernen, Theorien des Bewusstseins sowie Wahrnehmung.

## Schriften
- Macht Mozart schlau? Die Förderung kognitiver Kompetenzen durch Musik; zusammen mit Eckhart Altenmüller, Werner Deutsch, Lutz Jancke, Aljoscha Neubauer & Andreas Fink, Gudrun Schwazer, Maria Spychiger, Elsbeth Stern und Oliver Vitouch, Band 18 der Reihe „Bildungsforschung“ des Bundesministeriums für Bildung und Forschung, Berlin 2007
- Perspectives on Colour Perception; Double Issue of Erkenntnis, Vol. 66, 2007
- zusammen mit Elsbeth Stern, R. Grabner: Lehr-Lernforschung und Neurowissenschaften: Erwartungen, Befunde und Forschungsperspektiven, Reihe Bildungsreform, Band 13, Bundesministerium für Bildung und Forschung, Berlin 2006
- zusammen mit Elsbeth Stern: Lernen im Vorschulalter, Elektronisches Lehrbuch für den Modellstudiengang „Early Education“ an der FH Neubrandenburg, 2004
- Perception an Reality, From Descartes to the Present, Paderborn, Mentis Verlag, 2004
- Der produktive Umgang mit Fehlern: Fehler als Lerngelegenheit und Orientierungshilfe, in: R. Caspary (Hg.): Nur wer Fehler macht, kommt weiter, Wege zu einer neuen Lernkultur, Herder Verlag, Freiburg, Basel, Wien 2008
- Gehirn und Bewusstsein aus philosophischer Sicht, in: Konrad Sandhoff, W. Donner u. a.: Vom Urknall zum Bewusstsein – Selbstorganisation der Materie, Georg Thieme Verlag, Stuttgart 2007
- Hirnforschung und schulisches Lernen, in: Neurodidaktik, 2. erweiterte Auflage, Beltz Verlag, Weinheim 2009, S. 124–133
- John Stuart Mill (1806-1973), in: Wulff D. Rehfus (Hrsg.): Geschichte der Philosophie III: 19. Jahrhundert. Vandenhoeck & Ruprecht, Göttingen 2012, ISBN 978-3-8252-3682-3, S. 47–54